# Woluwe (rivière)
Pour les articles homonymes, voir Woluwe.
La Woluwe [wɔlywe] ou [wɔ.lyw] est une rivière de la région de Bruxelles, affluent de la Senne, donc sous-affluent de l'Escaut par la Dyle et le Rupel. 

## Toponymie
Le nom « Woluwe » désigne à l'origine la rivière qui a donné leur identité à plusieurs localités (Woluwe-Saint-Lambert, Woluwe-Saint-Pierre, Woluwe-Saint-Étienne, etc.). Son étymologie remonte au germanique : Wele/Woel/Wale (« source », « fontaine ») et ouwe (« prairie humide »), évoquant un lieu de sources dans une zone marécageuse. Les formes anciennes, relevées dans des actes médiévaux, varient du XIe au XIIIe siècle : Wolewe, Wlewe, Wolua, Wilewe, Woluwa, Wolue, etc. La graphie « Woluwe » apparaît vers 1180 et s'impose progressivement, devenant officielle à l'époque française.

## Histoire
La vallée de la Woluwe, initialement intégrée à la forêt de Soignes, présentait un paysage marécageux et intact. Des sites fortifiés préhistoriques, datant de plus de deux millénaires avant notre ère, témoignent d’occupations humaines motivées par la présence d'eau, de terres fertiles et d'un relief protecteur.
Au Moyen Âge, la colonisation et l'exploitation agricole se structurèrent, notamment avec l'abbaye de Saint-Martin de Tours (914) et la fondation de hameaux comme Auderghem et Boitsfort. Les XIe et XIIe siècles virent d'importants défrichements et la création d'établissements religieux tels que le prieuré de Val-Duchesse (1262) et le Rouge-Cloître (1366). L'économie resta essentiellement rurale jusqu'au XIXe siècle.
Sous Léopold II, la vallée fut profondément transformée avec la création de l'avenue de Tervueren, du chemin de fer et de parcs, dont celui de Woluwe, dans le contexte de l'Exposition universelle de 1897. L'aristocratie et la bourgeoisie y édifièrent demeures et châteaux entourés de vastes parcs, dont certains sont aujourd'hui publics.
Depuis la fin du XXe siècle, l'urbanisation s'est accrue avec la construction d'immeubles de bureaux, tout en conservant des espaces naturels intégrant zones humides et cours d'eau, essentiels au maillage écologique urbain.

## Géographie

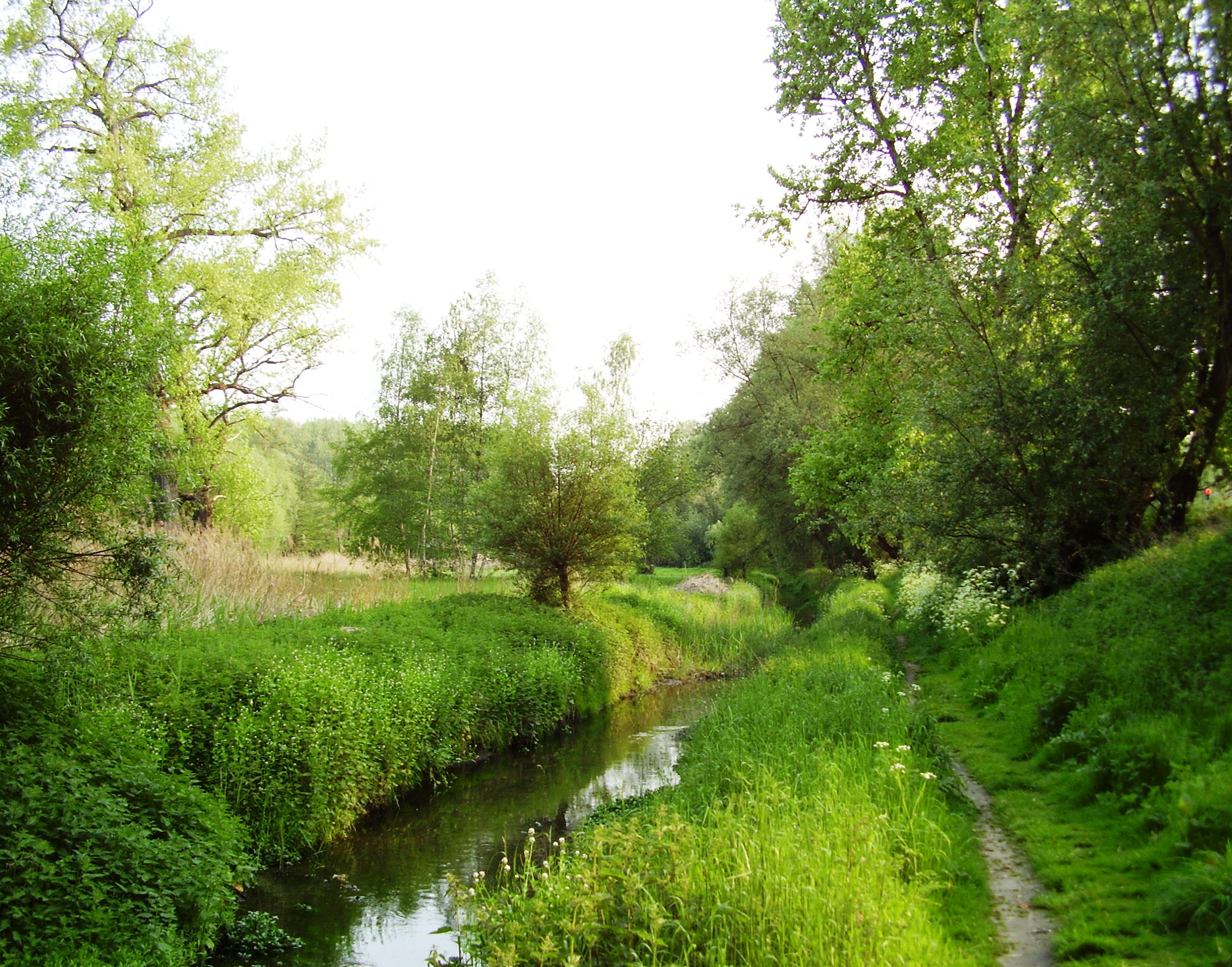
La Woluwe à Woluwe-Saint-Pierre.

La Woluwe prend sa source aux abords de la forêt de Soignes à Watermael-Boitsfort au départ de trois ruisseaux, le Vuylbeek, le Karregatbeek et Zwanewijdebeek, qui alimentent l'étang du Moulin.
Longeant le boulevard du Souverain où elle est partiellement voûtée, elle traverse ensuite les parcs Ten Reuken et Seny, le clos des Pommiers fleuris et longe l'ancien prieuré de Val-Duchesse à Auderghem, recueille à Woluwe-Saint-Pierre le trop-plein des étangs Mellaerts et du parc de Woluwe. Elle poursuit son cours le long du boulevard de la Woluwe vers Woluwe-Saint-Lambert, y parcourant de nombreux espaces verts, dont les parcs des Sources et du château Malou. Ensuite, elle traverse les communes de Kraainem, Zaventem (section de Woluwe-Saint-Étienne) et Machelen de la province du Brabant flamand. Sa longueur atteint environ 21 kilomètres. La Woluwe se jette dans la Senne (rive droite) à Machelen, près de Buda, en amont de Vilvorde. 
Grâce à sa plaine alluviale et à son sol fertile riche en limon, la vallée de la Woluwe a attiré très tôt des activités humaines, d'abord par l'intermédiaire des abbayes, ensuite lors de la révolution industrielle — moulins, brasseries, élevage, industrie du bois, briqueteries — tout en conservant longtemps un paysage campagnard de coteaux verdoyants, de bois, d'étangs, de champs et de prés fleuris. En 1938, on la comparait encore à un coin des Ardennes aux portes de Bruxelles. Un seul moulin, converti en restaurant (inoccupé), subsiste sur son parcours : le moulin de Lindekemale. En Brabant flamand, la vallée est parsemée de zones industrielles et traversée d'autoroutes. 
La Woluwe possède de nombreux petits affluents dont : le Watermaelbeek qui traverse le parc de la Héronnière à Watermael-Boitsfort, le Roodkloosterbeek qui prend sa source dans la forêt de Soignes et longe l'ancien prieuré du Rouge-Cloître à Auderghem, le Bemelbeek à Woluwe-Saint-Pierre, le ruisseau du parc des Sources, le Roodebeek (englouti dans le réseau d'égouts, 1950) et le Struykbeek à Woluwe-Saint-Lambert, le petit Maelbeek à Kraainem et le Kleine Beek à Zaventem. 
Les communes de Woluwe-Saint-Pierre, Woluwe-Saint-Lambert et l'ancienne commune de Woluwe-Saint-Etienne doivent leur nom à la Woluwe, de même que le boulevard de la Woluwe, partie de la rocade R22 qui la suit pour une large part.